# Лю Цзин (конькобежка)
Лю Цзин (кит. упр. 刘晶, пиньинь Liú Jīng, род. 30 мая 1988 года; Цицикар, провинция Хэйлунцзян) — китайская конькобежка, участница зимних Олимпийских игр 2018 года. Чемпионка Китая в многоборье и 7-кратная чемпионка Китая на дистанциях 3000 и 5000 м.

## Биография
Лю Цзин начала кататься на коньках в 1996 году, когда училась в начальной школе в Цицикаре. С 2006 года она стала участвовать в национальных соревнованиях. Только в сезоне 2009/10 выиграла первую медаль на 6-м этапе Кубка Китая, заняв 1-е место в забеге на 5000 м. В 2011 году она заняла 4-е место в многоборье на чемпионате Китая, а в 2012 и 2013 годах выиграла на Национальном чемпионате в забегах на 3000 и 5000 м. Через год также стала бронзовым призёром в сумме многоборья. 
В октябре 2013 года на олимпийском отборе Лю одержала победы на своих коронных дистанциях 3000 и 5000 м, следом дебютировала на Кубке мира и начале 2014 года выиграла "серебро" в многоборье на чемпионате Китая. В январе она стала 4-й в многоборье на чемпионате Азии и в феврале участвовала на чемпионате мира в классическом многоборье в Херенвене, где заняла 16-е место. Также в третий раз подряд выиграла на дистанциях 3000 и 5000 м на чемпионате страны.
В сезоне 2014/15 года впервые завоевала золотую медаль на чемпионате Китая в многоборье. На чемпионате Азии вновь призёром, заняв 3-е место в беге на 1500 м и 2-е на 5000 м. На чемпионате мира на отдельных дистанциях в Херенвене заняла 8-е место в командной гонке и масс-старте, а также 22-е место на дистанции 1500 м, позже на чемпионате мира в классическом многоборье в Калгари заняла 20-е место в общем зачёте.
В феврале 2016 года чемпионате мира на отдельных дистанциях в Коломне Лю заняла 6-е место в масс-старте и 8-е в командной гонке, после чего в марте на чемпионате мира в классическом многоборье в Берлине стала 20-й. В сезоне 2016/17 участвовала на зимних Азиатских играх в Обихиро и заняла 8-е место в беге на 3000 м, 6-е на 1500 м и завоевала "бронзу" в командной гонке.
В сезоне 2017/18 Лю вновь стала первой в забеге на 3000 м на чемпионате Китая, а 10 февраля на зимних Олимпийских играх в Пхёнчхане заняла только 24-е место на дистанции 3000 метров. 21 февраля в командной гонки преследования сборная Китая в составе Ли Дань, Хао Цзячэнь и Лю Цзин заняла 5-е место. В марте, после 6-го этапа Кубка Китая в Урумчи, где она выиграла в забеге на 3000 м, Лю завершила карьеру спортсменки. После этого работала тренером по конькобежному спорту.

## Награды
- 29 октября 2014 года — названа элитной спортсменкой международного класса Главным управлением спорта Китая.